# Parada (TV-oddaja)
Parada je bila slovenska glasbena oddaja, ki je bila leta 2010 predvajana na Televiziji Slovenija. V njej so uveljavljeni pevci ob spremljavi hišnega orkestra Mali ekrani, ki mu je dirigiral Patrik Greblo, izvajali slovenske evergreene, ki so bili po posameznih oddajah razdeljeni po temah (cvetje, ljubezen, domoljubne pesmi, Evrovizija itd.). V vsaki oddaji je bila ena pesem izglasovana v finale sezone, tiste, ki so se v obeh finalih odrezale najbolje, pa so se uvrstile v končni veliki finale, v katerem je bila imenovana »najboljša slovenska pesem vseh časov«. Za ta naziv se je potegovalo 120 skladb, v velikem finalu pa je zmagala »Med iskrenimi ljudmi« Mojmirja Sepeta in Dušana Velkaverha v izvedbi Nine Strnad.

## I. sezona
Prva, spomladanska sezona je obsegala 11 oddaj (10 tematskih in finale) in je potekala ob sobotah od 6. marca do 5. junija 2010. Vodila sta jo Saša Einsiedler in Domen Valič. V vsaki oddaji sta se v studiu pogovarjala z 2−3 gosti, ki so bili na tak ali drugačen način povezani s temo oziroma pesmimi, vsak teden pa so se s plesno točko predstavili Maestro. O zmagovalni pesmi posamezne oddaje je odločalo glasovanje preko spleta (v tabeli: A), občinstva v studiu (B) in glasovanje preko stacionarnih in mobilnih telefonov (C).

### 1. oddaja
| I. oddaja (6. 3.): »Poljub« (gosti: Elza Budau, Janez Bončina - Benč, Milena Zupančič) | I. oddaja (6. 3.): »Poljub« (gosti: Elza Budau, Janez Bončina - Benč, Milena Zupančič) | I. oddaja (6. 3.): »Poljub« (gosti: Elza Budau, Janez Bončina - Benč, Milena Zupančič) | I. oddaja (6. 3.): »Poljub« (gosti: Elza Budau, Janez Bončina - Benč, Milena Zupančič) | I. oddaja (6. 3.): »Poljub« (gosti: Elza Budau, Janez Bončina - Benč, Milena Zupančič) | I. oddaja (6. 3.): »Poljub« (gosti: Elza Budau, Janez Bončina - Benč, Milena Zupančič) | I. oddaja (6. 3.): »Poljub« (gosti: Elza Budau, Janez Bončina - Benč, Milena Zupančič) | I. oddaja (6. 3.): »Poljub« (gosti: Elza Budau, Janez Bončina - Benč, Milena Zupančič) | I. oddaja (6. 3.): »Poljub« (gosti: Elza Budau, Janez Bončina - Benč, Milena Zupančič) | I. oddaja (6. 3.): »Poljub« (gosti: Elza Budau, Janez Bončina - Benč, Milena Zupančič) |
| #                                                                                      | Pesem (prvotni izvajalec)                                                              | Izvedba                                                                                | Glasba / besedilo                                                                      | Leto                                                                                   | Glasovanje (%)                                                                         | Glasovanje (%)                                                                         | Glasovanje (%)                                                                         | Glasovanje (%)                                                                         | Opombe                                                                                 |
| #                                                                                      | Pesem (prvotni izvajalec)                                                              | Izvedba                                                                                | Glasba / besedilo                                                                      | Leto                                                                                   | A                                                                                      | B                                                                                      | C                                                                                      | ∑                                                                                      | Opombe                                                                                 |
| -------------------------------------------------------------------------------------- | -------------------------------------------------------------------------------------- | -------------------------------------------------------------------------------------- | -------------------------------------------------------------------------------------- | -------------------------------------------------------------------------------------- | -------------------------------------------------------------------------------------- | -------------------------------------------------------------------------------------- | -------------------------------------------------------------------------------------- | -------------------------------------------------------------------------------------- | -------------------------------------------------------------------------------------- |
| 1.                                                                                     | »Pet poljubov« (Simona Weiss)                                                          | Tanja Žagar                                                                            | Goran Šarac / Simona Weiss                                                             | 1993                                                                                   | 36                                                                                     | 48                                                                                     | 41                                                                                     | 42                                                                                     | Z albuma Simona Weiss (1993)                                                           |
| 2.                                                                                     | »Dišeči poljub prve ljubezni« (Jože Kobler)                                            | Nina Pušlar                                                                            | Jože Privšek / Elza Budau                                                              | 1973                                                                                   | 20                                                                                     | 10                                                                                     | 14                                                                                     | 15                                                                                     | Singel »Dišeči poljub prve ljubezni« (1975)                                            |
| 3.                                                                                     | »Poljubi me in pojdi« (Mladi levi)                                                     | Nuška Drašček                                                                          | Berti Rodošek / Dušan Velkaverh                                                        | 1968                                                                                   | 2                                                                                      | 10                                                                                     | 6                                                                                      | 6                                                                                      | EP Mila mala (1969)                                                                    |
| 4.                                                                                     | »Sam en majhen poljub« (Peter Lovšin)                                                  | Vlado Pilja                                                                            | Peter Lovšin                                                                           | 1999                                                                                   | 13                                                                                     | 13                                                                                     | 21                                                                                     | 15                                                                                     | Z albuma Dan odprtih vrat (1999)                                                       |
| 5.                                                                                     | »Silvestrski poljub« (Alfi Nipič)                                                      | Eva Hren                                                                               | Jože Privšek / Dušan Velkaverh                                                         | 1971/72                                                                                | 17                                                                                     | 5                                                                                      | 12                                                                                     | 11                                                                                     | Premierno izvedeno 31. 12. 1971                                                        |
| 6.                                                                                     | »Naj ti poljub nariše ustnice« (Lačni Franz)                                           | Samuel Lucas                                                                           | Zoran Predin                                                                           | 1986                                                                                   | 13                                                                                     | 14                                                                                     | 6                                                                                      | 11                                                                                     | Z albuma Na svoji strani (1986)                                                        |

Omenjena je bila tudi Magnificova pesem »24000 poljubov«.

### 2. oddaja
| II. oddaja (13. 3.): »Ženske« (gosti: Marko Stabej, Drago Mislej - Mef, Tomaž Habe) | II. oddaja (13. 3.): »Ženske« (gosti: Marko Stabej, Drago Mislej - Mef, Tomaž Habe) | II. oddaja (13. 3.): »Ženske« (gosti: Marko Stabej, Drago Mislej - Mef, Tomaž Habe) | II. oddaja (13. 3.): »Ženske« (gosti: Marko Stabej, Drago Mislej - Mef, Tomaž Habe) | II. oddaja (13. 3.): »Ženske« (gosti: Marko Stabej, Drago Mislej - Mef, Tomaž Habe) | II. oddaja (13. 3.): »Ženske« (gosti: Marko Stabej, Drago Mislej - Mef, Tomaž Habe) | II. oddaja (13. 3.): »Ženske« (gosti: Marko Stabej, Drago Mislej - Mef, Tomaž Habe) | II. oddaja (13. 3.): »Ženske« (gosti: Marko Stabej, Drago Mislej - Mef, Tomaž Habe) | II. oddaja (13. 3.): »Ženske« (gosti: Marko Stabej, Drago Mislej - Mef, Tomaž Habe) | II. oddaja (13. 3.): »Ženske« (gosti: Marko Stabej, Drago Mislej - Mef, Tomaž Habe) |
| #                                                                                   | Pesem (prvotni izvajalec)                                                           | Izvedba                                                                             | Glasba / besedilo                                                                   | Leto                                                                                | Glasovanje (%)                                                                      | Glasovanje (%)                                                                      | Glasovanje (%)                                                                      | Glasovanje (%)                                                                      | Opombe                                                                              |
| #                                                                                   | Pesem (prvotni izvajalec)                                                           | Izvedba                                                                             | Glasba / besedilo                                                                   | Leto                                                                                | A                                                                                   | B                                                                                   | C                                                                                   | ∑                                                                                   | Opombe                                                                              |
| ----------------------------------------------------------------------------------- | ----------------------------------------------------------------------------------- | ----------------------------------------------------------------------------------- | ----------------------------------------------------------------------------------- | ----------------------------------------------------------------------------------- | ----------------------------------------------------------------------------------- | ----------------------------------------------------------------------------------- | ----------------------------------------------------------------------------------- | ----------------------------------------------------------------------------------- | ----------------------------------------------------------------------------------- |
| 1.                                                                                  | »O Anja« (Melanholiki)                                                              | Vlado Pilja                                                                         | Marko Stabej                                                                        | 1986                                                                                | 15                                                                                  | 15                                                                                  | 8                                                                                   | 13                                                                                  |                                                                                     |
| 2.                                                                                  | »Stoj Marija« (Andrej Šifrer)                                                       | Samuel Lucas                                                                        | Andrej Šifrer                                                                       | 1976/77                                                                             | 6                                                                                   | 6                                                                                   | 7                                                                                   | 6                                                                                   | Slovenski rock 77; pozneje izšlo na albumu Moj žulj (1978)                          |
| 3.                                                                                  | »Tina« (Bazar)                                                                      | Nina Pušlar                                                                         | Danilo Kocjančič / Drago Mislej - Mef                                               | 1984                                                                                | 38                                                                                  | 52                                                                                  | 30                                                                                  | 40                                                                                  | Pop delavnica 1984                                                                  |
| 4.                                                                                  | »Julija« (Aleksander Mežek)                                                         | Alenka Godec                                                                        | Aleksander Mežek                                                                    | 1980                                                                                | 15                                                                                  | 8                                                                                   | 20                                                                                  | 14                                                                                  | Z albuma Menu (1980)                                                                |
| 5.                                                                                  | »Oda Ireni« (Mladi levi)                                                            | Andraž Hribar                                                                       | Tomaž Habe / Dušan Velkaverh                                                        | 1967                                                                                | 18                                                                                  | 8                                                                                   | 25                                                                                  | 17                                                                                  |                                                                                     |
| 6.                                                                                  | »Silvija« (Magnifico)                                                               | Rudi Bučar                                                                          | Magnifico / Schatzi                                                                 | 1998                                                                                | 8                                                                                   | 11                                                                                  | 10                                                                                  | 10                                                                                  | EMA 1998                                                                            |

### 3. oddaja
| III. oddaja (20. 3.): »Pomlad« (gosti: Beti Jurković, Anja Bukovec, Dušan Velkaverh) | III. oddaja (20. 3.): »Pomlad« (gosti: Beti Jurković, Anja Bukovec, Dušan Velkaverh) | III. oddaja (20. 3.): »Pomlad« (gosti: Beti Jurković, Anja Bukovec, Dušan Velkaverh) | III. oddaja (20. 3.): »Pomlad« (gosti: Beti Jurković, Anja Bukovec, Dušan Velkaverh) | III. oddaja (20. 3.): »Pomlad« (gosti: Beti Jurković, Anja Bukovec, Dušan Velkaverh) | III. oddaja (20. 3.): »Pomlad« (gosti: Beti Jurković, Anja Bukovec, Dušan Velkaverh) | III. oddaja (20. 3.): »Pomlad« (gosti: Beti Jurković, Anja Bukovec, Dušan Velkaverh) | III. oddaja (20. 3.): »Pomlad« (gosti: Beti Jurković, Anja Bukovec, Dušan Velkaverh) | III. oddaja (20. 3.): »Pomlad« (gosti: Beti Jurković, Anja Bukovec, Dušan Velkaverh) | III. oddaja (20. 3.): »Pomlad« (gosti: Beti Jurković, Anja Bukovec, Dušan Velkaverh) |
| #                                                                                    | Pesem (prvotni izvajalec)                                                            | Izvedba                                                                              | Glasba / besedilo                                                                    | Leto                                                                                 | Glasovanje (%)                                                                       | Glasovanje (%)                                                                       | Glasovanje (%)                                                                       | Glasovanje (%)                                                                       | Opombe                                                                               |
| #                                                                                    | Pesem (prvotni izvajalec)                                                            | Izvedba                                                                              | Glasba / besedilo                                                                    | Leto                                                                                 | A                                                                                    | B                                                                                    | C                                                                                    | ∑                                                                                    | Opombe                                                                               |
| ------------------------------------------------------------------------------------ | ------------------------------------------------------------------------------------ | ------------------------------------------------------------------------------------ | ------------------------------------------------------------------------------------ | ------------------------------------------------------------------------------------ | ------------------------------------------------------------------------------------ | ------------------------------------------------------------------------------------ | ------------------------------------------------------------------------------------ | ------------------------------------------------------------------------------------ | ------------------------------------------------------------------------------------ |
| 1.                                                                                   | »Zvončki in trobentice« (Beti Jurković, Marjana Deržaj in Miško Hočevar)             | Eva Hren                                                                             | Tone Roš                                                                             | 1958                                                                                 | 6                                                                                    | 6                                                                                    | 17                                                                                   | 10                                                                                   |                                                                                      |
| 2.                                                                                   | »Vrača se pomlad« (Oto Pestner)                                                      | Anika Horvat                                                                         | Silvester Stingl / Elza Budau                                                        | 1977                                                                                 | 14                                                                                   | 3                                                                                    | 16                                                                                   | 11                                                                                   | Slovenska popevka 1977 – zmagovalec občinstva in žirije                              |
| 3.                                                                                   | »Na čakaj na maj« (Zlata Ognjanovič)                                                 | Matevž Šalehar                                                                       | Borut Lesjak / Frane Milčinski - Ježek                                               | 1957                                                                                 | 24                                                                                   | 15                                                                                   | 10                                                                                   | 16                                                                                   | Iz filma Ne čakaj na maj (1957)                                                      |
| 4.                                                                                   | »Daleč je za naju pomlad« (Adi Smolar)                                               | Andraž Hribar                                                                        | Adi Smolar                                                                           | 1994                                                                                 | 31                                                                                   | 42                                                                                   | 24                                                                                   | 32                                                                                   | Z albuma Neprilagojen (1994)                                                         |
| 5.                                                                                   | »Pesem o pomladi in prijateljstvu« (Majda Sepe)                                      | Darja Švajger                                                                        | Mojmir Sepe / Dušan Velkaverh                                                        | 1970                                                                                 | 9                                                                                    | 14                                                                                   | 24                                                                                   | 16                                                                                   | Slovenska popevka 1970                                                               |
| 6.                                                                                   | »Pomlad« (Big Foot Mama)                                                             | Eva Černe                                                                            | Alen Steržaj                                                                         | 2007                                                                                 | 16                                                                                   | 20                                                                                   | 9                                                                                    | 15                                                                                   | Z albuma Važno, da zadane (2007)                                                     |

Anja Bukovec je nastopila s skladbo »Pomladno hrepenenje« Bojana Adamiča iz filma Vesna.

### 4. oddaja
| IV. oddaja (27. 3.): »Cvetje« (gosti: Lado Leskovar, Mirjam Korbar Žlajpah, Miro Čekeliš) | IV. oddaja (27. 3.): »Cvetje« (gosti: Lado Leskovar, Mirjam Korbar Žlajpah, Miro Čekeliš) | IV. oddaja (27. 3.): »Cvetje« (gosti: Lado Leskovar, Mirjam Korbar Žlajpah, Miro Čekeliš) | IV. oddaja (27. 3.): »Cvetje« (gosti: Lado Leskovar, Mirjam Korbar Žlajpah, Miro Čekeliš) | IV. oddaja (27. 3.): »Cvetje« (gosti: Lado Leskovar, Mirjam Korbar Žlajpah, Miro Čekeliš) | IV. oddaja (27. 3.): »Cvetje« (gosti: Lado Leskovar, Mirjam Korbar Žlajpah, Miro Čekeliš) | IV. oddaja (27. 3.): »Cvetje« (gosti: Lado Leskovar, Mirjam Korbar Žlajpah, Miro Čekeliš) | IV. oddaja (27. 3.): »Cvetje« (gosti: Lado Leskovar, Mirjam Korbar Žlajpah, Miro Čekeliš) | IV. oddaja (27. 3.): »Cvetje« (gosti: Lado Leskovar, Mirjam Korbar Žlajpah, Miro Čekeliš) | IV. oddaja (27. 3.): »Cvetje« (gosti: Lado Leskovar, Mirjam Korbar Žlajpah, Miro Čekeliš)                             |
| #                                                                                         | Pesem (prvotni izvajalec)                                                                 | Izvedba                                                                                   | Glasba / besedilo                                                                         | Leto                                                                                      | Glasovanje (%)                                                                            | Glasovanje (%)                                                                            | Glasovanje (%)                                                                            | Glasovanje (%)                                                                            | Opombe |
| #                                                                                         | Pesem (prvotni izvajalec)                                                                 | Izvedba                                                                                   | Glasba / besedilo                                                                         | Leto                                                                                      | A                                                                                         | B                                                                                         | C                                                                                         | ∑                                                                                         | Opombe |
| ----------------------------------------------------------------------------------------- | ----------------------------------------------------------------------------------------- | ----------------------------------------------------------------------------------------- | ----------------------------------------------------------------------------------------- | ----------------------------------------------------------------------------------------- | ----------------------------------------------------------------------------------------- | ----------------------------------------------------------------------------------------- | ----------------------------------------------------------------------------------------- | ----------------------------------------------------------------------------------------- | --- |
| 1.                                                                                        | »Brez sonca cvetja ni« (Janez Puh/Tomaž Domicelj)                                         | Eva Černe                                                                                 | Tomaž Domicelj                                                                            | 1971                                                                                      | 8                                                                                         | 11                                                                                        | 17                                                                                        | 12                                                                                        | Domicelj je pesem napisal za Puha, ki je z njo zmagal na Mladinskem radijskem klubu, pozneje pa jo je posnel tudi sam |
| 2.                                                                                        | »Vse rože sveta« (Lado Leskovar)                                                          | Anžej Dežan                                                                               | Urban Koder / Milan Lindič                                                                | 1967                                                                                      | 9                                                                                         | 2                                                                                         | 11                                                                                        | 7                                                                                         | Pesem Evrovizije 1967                                                                                                 |
| 3.                                                                                        | »Pridi, dala ti bom cvet« (Eva Sršen)                                                     | Nuška Drašček                                                                             | Mojmir Sepe / Dušan Velkaverh                                                             | 1970                                                                                      | 13                                                                                        | 7                                                                                         | 33                                                                                        | 18                                                                                        | Pesem Evrovizije 1970                                                                                                 |
| 4.                                                                                        | »Namesto koga roža cveti« (Vlado Kreslin)                                                 | Matevž Šalehar - Hamo                                                                     | Vlado Kreslin                                                                             | 1994                                                                                      | 23                                                                                        | 9                                                                                         | 22                                                                                        | 18                                                                                        | Iz filma Halgato (1994)                                                                                               |
| 5.                                                                                        | »Črn tulipan« (Big Foot Mama)                                                             | Nina Pušlar                                                                               | Miha Guštin                                                                               | 1997                                                                                      | 41                                                                                        | 67                                                                                        | 14                                                                                        | 41                                                                                        | Z albuma Kaj se dogaja? (1997)                                                                                        |
| 6.                                                                                        | »Vrtnar« (Hazard)                                                                         | Samuel Lucas                                                                              | Tadej Hrušovar / Dušan Velkaverh                                                          | 1982                                                                                      | 6                                                                                         | 4                                                                                         | 4                                                                                         | 5                                                                                         | Slovenska popevka 1982                                                                                                |

### 5. oddaja
| V. oddaja (10. 4.): »Dež« (gosta: Helena Blagne Zaman, Matija Cerar) | V. oddaja (10. 4.): »Dež« (gosta: Helena Blagne Zaman, Matija Cerar) | V. oddaja (10. 4.): »Dež« (gosta: Helena Blagne Zaman, Matija Cerar) | V. oddaja (10. 4.): »Dež« (gosta: Helena Blagne Zaman, Matija Cerar) | V. oddaja (10. 4.): »Dež« (gosta: Helena Blagne Zaman, Matija Cerar) | V. oddaja (10. 4.): »Dež« (gosta: Helena Blagne Zaman, Matija Cerar) | V. oddaja (10. 4.): »Dež« (gosta: Helena Blagne Zaman, Matija Cerar) | V. oddaja (10. 4.): »Dež« (gosta: Helena Blagne Zaman, Matija Cerar) | V. oddaja (10. 4.): »Dež« (gosta: Helena Blagne Zaman, Matija Cerar) | V. oddaja (10. 4.): »Dež« (gosta: Helena Blagne Zaman, Matija Cerar) |
| #                                                                    | Pesem (prvotni izvajalec)                                            | Izvedba                                                              | Glasba / besedilo                                                    | Leto                                                                 | Glasovanje (%)                                                       | Glasovanje (%)                                                       | Glasovanje (%)                                                       | Glasovanje (%)                                                       | Opombe                                                               |
| #                                                                    | Pesem (prvotni izvajalec)                                            | Izvedba                                                              | Glasba / besedilo                                                    | Leto                                                                 | A                                                                    | B                                                                    | C                                                                    | ∑                                                                    | Opombe                                                               |
| -------------------------------------------------------------------- | -------------------------------------------------------------------- | -------------------------------------------------------------------- | -------------------------------------------------------------------- | -------------------------------------------------------------------- | -------------------------------------------------------------------- | -------------------------------------------------------------------- | -------------------------------------------------------------------- | -------------------------------------------------------------------- | -------------------------------------------------------------------- |
| 1.                                                                   | »Naj pada zdaj dež« (Foxy Teens)                                     | Matevž Šalehar - Hamo                                                | Boštjan Groznik                                                      | 1999                                                                 | 80                                                                   | 5                                                                    | 26                                                                   | 37                                                                   | Slovenska popevka 1999 − zmagovalke občinstva                        |
| 2.                                                                   | »Dež« (Helena Blagne & Demolition Group)                             | Nuška Drašček                                                        | Goran Šalamon / Demolition Group                                     | 1997                                                                 | 3                                                                    | 15                                                                   | 22                                                                   | 13                                                                   | S to pesmijo so nastopili na Viktorjih 1996                          |
| 3.                                                                   | »Recept za deževen dan« (Spekter)                                    | Tina Gačnik - Tiana                                                  | Dečo Žgur / Nada Žgur                                                | 1993                                                                 | 1                                                                    | 29                                                                   | 10                                                                   | 13                                                                   |                                                                      |
| 4.                                                                   | »Dežniki« (Matija Cerar/Rafko Irgolič)                               | Miha Alujevič                                                        | Vilko in Slavko Avsenik / Gregor Strniša                             | 1963                                                                 | 5                                                                    | 13                                                                   | 9                                                                    | 9                                                                    | Slovenska popevka 1963                                               |
| 5.                                                                   | »Tih deževen dan« (1XBand)                                           | Anika Horvat                                                         | Cole Moretti / Tomaž Kosec                                           | 1993                                                                 | 8                                                                    | 31                                                                   | 25                                                                   | 21                                                                   | Pesem Evrovizije 1993                                                |
| 6.                                                                   | »Ko bo padal dež« (Kingston)                                         | Vlado Pilja                                                          | Dare Kaurič / Zvone Tomac                                            | 1996                                                                 | 3                                                                    | 7                                                                    | 8                                                                    | 6                                                                    | MMS Nova scena 1996 − zmagovalci                                     |

### 6. oddaja
| VI. oddaja (17. 4.): »Oči« (gosta: Jože Potrebuješ, Jure Robežnik) | VI. oddaja (17. 4.): »Oči« (gosta: Jože Potrebuješ, Jure Robežnik) | VI. oddaja (17. 4.): »Oči« (gosta: Jože Potrebuješ, Jure Robežnik) | VI. oddaja (17. 4.): »Oči« (gosta: Jože Potrebuješ, Jure Robežnik) | VI. oddaja (17. 4.): »Oči« (gosta: Jože Potrebuješ, Jure Robežnik) | VI. oddaja (17. 4.): »Oči« (gosta: Jože Potrebuješ, Jure Robežnik) | VI. oddaja (17. 4.): »Oči« (gosta: Jože Potrebuješ, Jure Robežnik) | VI. oddaja (17. 4.): »Oči« (gosta: Jože Potrebuješ, Jure Robežnik) | VI. oddaja (17. 4.): »Oči« (gosta: Jože Potrebuješ, Jure Robežnik) | VI. oddaja (17. 4.): »Oči« (gosta: Jože Potrebuješ, Jure Robežnik)                                                           |
| #                                                                  | Pesem (prvotni izvajalec)                                          | Izvedba                                                            | Glasba / besedilo                                                  | Leto                                                               | Glasovanje (%)                                                     | Glasovanje (%)                                                     | Glasovanje (%)                                                     | Glasovanje (%)                                                     | Opombe |
| #                                                                  | Pesem (prvotni izvajalec)                                          | Izvedba                                                            | Glasba / besedilo                                                  | Leto                                                               | A                                                                  | B                                                                  | C                                                                  | ∑                                                                  | Opombe |
| ------------------------------------------------------------------ | ------------------------------------------------------------------ | ------------------------------------------------------------------ | ------------------------------------------------------------------ | ------------------------------------------------------------------ | ------------------------------------------------------------------ | ------------------------------------------------------------------ | ------------------------------------------------------------------ | ------------------------------------------------------------------ | --- |
| 1.                                                                 | »Bisere imaš v očeh« (Oto Pestner in Franjo Bobinac)               | Matevž Šalehar - Hamo                                              | Oto Pestner / Dušan Velkaverh                                      | 1978                                                               | 20                                                                 | 28                                                                 | 12                                                                 | 20                                                                 | Slovenska popevka 1978 |
| 2.                                                                 | »Črne oči« (Čuki)                                                  | Vlado Pilja                                                        | Jože Potrebuješ / Marko Vozelj                                     | 1993                                                               | 11                                                                 | 3                                                                  | 11                                                                 | 8                                                                  | Melodije morja in sonca 1993 – zmagovalci (občinstva)                                                                        |
| 3.                                                                 | »Gledal tvoje sem oči sanjave« (Stane Mancini/Vlado Kreslin)       | Andraž Hribar                                                      | Miloš Ziherl                                                       |                                                                    | 3                                                                  | 8                                                                  | 23                                                                 | 11                                                                 | Pesem je nastala že pred letom 1941; po vojni jo je pel Mancini, Kreslin pa jo je zapel v filmu Ljubezni Blanke Kolak (1987) |
| 4.                                                                 | »Sonce v očeh« (Tinkara Kovač)                                     | Nina Pušlar                                                        | Tinkara Kovač, Sergej Pobegajlo / Zvezdan Martič                   | 2001                                                               | 26                                                                 | 26                                                                 | 15                                                                 | 22                                                                 | EMA 2001 |
| 5.                                                                 | »Mlade oči« (Ditka Haberl)                                         | Severa Gjurin                                                      | Jure Robežnik / Dušan Velkaverh                                    | 1973                                                               | 27                                                                 | 25                                                                 | 23                                                                 | 25                                                                 | Opatija 1973 |
| 6.                                                                 | »Zlati prah imaš v očeh« (Elda Viler)                              | Ylenia                                                             | Jože Privšek / Miroslav Košuta                                     | 1969                                                               | 13                                                                 | 8                                                                  | 17                                                                 | 13                                                                 | Slovenska popevka 1969 |

### 7. oddaja
| VII. oddaja (24. 4.): »Domoljubne pesmi« (gosta: Edvin Fliser, Andreja Podlogar) | VII. oddaja (24. 4.): »Domoljubne pesmi« (gosta: Edvin Fliser, Andreja Podlogar) | VII. oddaja (24. 4.): »Domoljubne pesmi« (gosta: Edvin Fliser, Andreja Podlogar) | VII. oddaja (24. 4.): »Domoljubne pesmi« (gosta: Edvin Fliser, Andreja Podlogar) | VII. oddaja (24. 4.): »Domoljubne pesmi« (gosta: Edvin Fliser, Andreja Podlogar) | VII. oddaja (24. 4.): »Domoljubne pesmi« (gosta: Edvin Fliser, Andreja Podlogar) | VII. oddaja (24. 4.): »Domoljubne pesmi« (gosta: Edvin Fliser, Andreja Podlogar) | VII. oddaja (24. 4.): »Domoljubne pesmi« (gosta: Edvin Fliser, Andreja Podlogar) | VII. oddaja (24. 4.): »Domoljubne pesmi« (gosta: Edvin Fliser, Andreja Podlogar) | VII. oddaja (24. 4.): »Domoljubne pesmi« (gosta: Edvin Fliser, Andreja Podlogar) |
| #                                                                                | Pesem (prvotni izvajalec)                                                        | Izvedba                                                                          | Glasba / besedilo                                                                | Leto                                                                             | Glasovanje (%)                                                                   | Glasovanje (%)                                                                   | Glasovanje (%)                                                                   | Glasovanje (%)                                                                   | Opombe                                                                           |
| #                                                                                | Pesem (prvotni izvajalec)                                                        | Izvedba                                                                          | Glasba / besedilo                                                                | Leto                                                                             | A                                                                                | B                                                                                | C                                                                                | ∑                                                                                | Opombe                                                                           |
| -------------------------------------------------------------------------------- | -------------------------------------------------------------------------------- | -------------------------------------------------------------------------------- | -------------------------------------------------------------------------------- | -------------------------------------------------------------------------------- | -------------------------------------------------------------------------------- | -------------------------------------------------------------------------------- | -------------------------------------------------------------------------------- | -------------------------------------------------------------------------------- | -------------------------------------------------------------------------------- |
| 1.                                                                               | »Samo milijon nas je« (Agropop)                                                  | Nina Pušlar                                                                      | Aleš Klinar / Polde Poljanšek                                                    | 1987                                                                             | 17                                                                               | 10                                                                               | 16                                                                               | 14                                                                               | Pozneje izšlo na albumu Za domovino z Agropopom naprej (1988)                    |
| 2.                                                                               | »Tam, kjer sem doma« (Edvin Fliser)                                              | Rok Ferengja                                                                     | Jože Privšek / Miroslav Košuta                                                   | 1968                                                                             | 9                                                                                | 20                                                                               | 24                                                                               | 18                                                                               | Slovenska popevka 1968                                                           |
| 3.                                                                               | »Ptica vrh Triglava« (Braco Koren)                                               | Nuša Derenda                                                                     | Jure Robežnik / Dušan Velkaverh                                                  | 1971                                                                             | 21                                                                               | 15                                                                               | 9                                                                                | 15                                                                               | Slovenska popevka 1971                                                           |
| 4.                                                                               | »Zelena dežela« (Victory)                                                        | Matevž Šalehar - Hamo                                                            | Miki Vlahovič / Béla Szomi Kralj                                                 | 1999                                                                             | 25                                                                               | 5                                                                                | 7                                                                                | 12                                                                               |                                                                                  |
| 5.                                                                               | »Praslovan« (Lačni Franz)                                                        | Andraž Hribar                                                                    | Zoran Predin / Lačni Franz                                                       | 1981                                                                             | 9                                                                                | 2                                                                                | 7                                                                                | 6                                                                                | Z albuma Ikebana (1981)                                                          |
| 6.                                                                               | »Tu je moj dom« (Faraoni)                                                        | Ylenia                                                                           | Enzo Hrovatin / Drago Mislej, Nelfi Depangher                                    | 1991                                                                             | 31                                                                               | 47                                                                               | 26                                                                               | 35                                                                               | Pozneje izšlo na albumu Tu je moj dom (1992)                                     |

Omenjena je bila tudi pesem »Svobodno sonce« (Klinar/Velkaverh) Slovenskega Band Aida.

### 8. oddaja
| VIII. oddaja (8. 5.): »Ljubljana« (gosta: Tadej Hrušovar, Blažka Müller Pograjc) | VIII. oddaja (8. 5.): »Ljubljana« (gosta: Tadej Hrušovar, Blažka Müller Pograjc) | VIII. oddaja (8. 5.): »Ljubljana« (gosta: Tadej Hrušovar, Blažka Müller Pograjc) | VIII. oddaja (8. 5.): »Ljubljana« (gosta: Tadej Hrušovar, Blažka Müller Pograjc) | VIII. oddaja (8. 5.): »Ljubljana« (gosta: Tadej Hrušovar, Blažka Müller Pograjc) | VIII. oddaja (8. 5.): »Ljubljana« (gosta: Tadej Hrušovar, Blažka Müller Pograjc) | VIII. oddaja (8. 5.): »Ljubljana« (gosta: Tadej Hrušovar, Blažka Müller Pograjc) | VIII. oddaja (8. 5.): »Ljubljana« (gosta: Tadej Hrušovar, Blažka Müller Pograjc) | VIII. oddaja (8. 5.): »Ljubljana« (gosta: Tadej Hrušovar, Blažka Müller Pograjc) | VIII. oddaja (8. 5.): »Ljubljana« (gosta: Tadej Hrušovar, Blažka Müller Pograjc) |
| #                                                                                | Pesem (prvotni izvajalec)                                                        | Izvedba                                                                          | Glasba / besedilo                                                                | Leto                                                                             | Glasovanje (%)                                                                   | Glasovanje (%)                                                                   | Glasovanje (%)                                                                   | Glasovanje (%)                                                                   | Opombe                                                                           |
| #                                                                                | Pesem (prvotni izvajalec)                                                        | Izvedba                                                                          | Glasba / besedilo                                                                | Leto                                                                             | A                                                                                | B                                                                                | C                                                                                | ∑                                                                                | Opombe                                                                           |
| -------------------------------------------------------------------------------- | -------------------------------------------------------------------------------- | -------------------------------------------------------------------------------- | -------------------------------------------------------------------------------- | -------------------------------------------------------------------------------- | -------------------------------------------------------------------------------- | -------------------------------------------------------------------------------- | -------------------------------------------------------------------------------- | -------------------------------------------------------------------------------- | -------------------------------------------------------------------------------- |
| 1.                                                                               | »Prelepa si bela Ljubljana« (različni)                                           | Iva Stanič                                                                       | Bojan Adamič / Frane Milčinski - Ježek                                           | 1953                                                                             | 18                                                                               | 2                                                                                | 11                                                                               | 10                                                                               |                                                                                  |
| 2.                                                                               | »Ljubljanski grad« (Pepel in kri)                                                | Tina Gačnik - Tiana                                                              | Tadej Hrušovar / Dušan Velkaverh                                                 | 1976                                                                             | 39                                                                               | 47                                                                               | 18                                                                               | 35                                                                               |                                                                                  |
| 3.                                                                               | »Na vrhu nebotičnika« (Bele vrane)                                               | Anika Horvat                                                                     | Jure Robežnik / Gregor Strniša                                                   | 1969                                                                             | 13                                                                               | 17                                                                               | 28                                                                               | 19                                                                               | Slovenska popevka 1969                                                           |
| 4.                                                                               | »Vrni se še kdaj v Ljubljano« (Marjana Deržaj)                                   | Kristina Oberžan                                                                 | Mojmir Sepe / Peter Arnold                                                       | 1973                                                                             | 10                                                                               | 11                                                                               | 19                                                                               | 13                                                                               |                                                                                  |
| 5.                                                                               | »Ljubljančanke« (Janko Ropret)                                                   | Vlado Pilja                                                                      | Jure Robežnik / Dušan Velkaverh                                                  | 1972                                                                             | 10                                                                               | 6                                                                                | 16                                                                               | 11                                                                               | Slovenska popevka 1972                                                           |
| 6.                                                                               | »Je v Šiški še kaj odprtega?« (Martin Krpan)                                     | Matevž Šalehar - Hamo                                                            | Vlado Kreslin / Martin Krpan                                                     | 1987                                                                             | 10                                                                               | 16                                                                               | 8                                                                                | 11                                                                               | Z albuma Od višine se zvrti (1987)                                               |

### 9. oddaja
| IX. oddaja (22. 5.): »Ljubezen« (gosti: Jan Plestenjak, Elda Viler) | IX. oddaja (22. 5.): »Ljubezen« (gosti: Jan Plestenjak, Elda Viler) | IX. oddaja (22. 5.): »Ljubezen« (gosti: Jan Plestenjak, Elda Viler) | IX. oddaja (22. 5.): »Ljubezen« (gosti: Jan Plestenjak, Elda Viler) | IX. oddaja (22. 5.): »Ljubezen« (gosti: Jan Plestenjak, Elda Viler) | IX. oddaja (22. 5.): »Ljubezen« (gosti: Jan Plestenjak, Elda Viler) | IX. oddaja (22. 5.): »Ljubezen« (gosti: Jan Plestenjak, Elda Viler) | IX. oddaja (22. 5.): »Ljubezen« (gosti: Jan Plestenjak, Elda Viler) | IX. oddaja (22. 5.): »Ljubezen« (gosti: Jan Plestenjak, Elda Viler) | IX. oddaja (22. 5.): »Ljubezen« (gosti: Jan Plestenjak, Elda Viler) |
| #                                                                   | Pesem (prvotni izvajalec)                                           | Izvedba                                                             | Glasba / besedilo                                                   | Leto                                                                | Glasovanje (%)                                                      | Glasovanje (%)                                                      | Glasovanje (%)                                                      | Glasovanje (%)                                                      | Opombe                                                              |
| #                                                                   | Pesem (prvotni izvajalec)                                           | Izvedba                                                             | Glasba / besedilo                                                   | Leto                                                                | A                                                                   | B                                                                   | C                                                                   | ∑                                                                   | Opombe                                                              |
| ------------------------------------------------------------------- | ------------------------------------------------------------------- | ------------------------------------------------------------------- | ------------------------------------------------------------------- | ------------------------------------------------------------------- | ------------------------------------------------------------------- | ------------------------------------------------------------------- | ------------------------------------------------------------------- | ------------------------------------------------------------------- | ------------------------------------------------------------------- |
| 1.                                                                  | »Brez ljubezni mi živeti ni« (Moni Kovačič)                         | Aynee                                                               | Tadej Hrušovar / Dušan Velkaverh                                    | 1978                                                                | 18                                                                  | 1                                                                   | 20                                                                  | 13                                                                  | Opatija 1978                                                        |
| 2.                                                                  | »Moja ljubica« (Jan Plestenjak)                                     | Andraž Hribar                                                       | Jan Plestenjak                                                      | 1999                                                                | 22                                                                  | 5                                                                   | 19                                                                  | 15                                                                  | Z albuma Amore mio (1999)                                           |
| 3.                                                                  | »Ljubezen iz šolskih dni« (Prelom)                                  | Vlado Pilja                                                         | Tomaž Kozlevčar                                                     | 1977                                                                | 18                                                                  | 1                                                                   | 7                                                                   | 9                                                                   |                                                                     |
| 4.                                                                  | »Ti si moja ljubezen« (Elda Viler)                                  | Ana Dežman (& Elda Viler)                                           | Jure Robežnik / Elza Budau                                          | 1972                                                                | 12                                                                  | 22                                                                  | 24                                                                  | 19                                                                  |                                                                     |
| 5.                                                                  | »Vse je lepše, ker te ljubim« (Oto Pestner)                         | Rok Ferengja                                                        | Oto Pestner / Elza Budau                                            | 1971                                                                | 12                                                                  | 54                                                                  | 17                                                                  | 27                                                                  |                                                                     |
| 6.                                                                  | »Samo ljubezen« (Sestre)                                            | Nina Pušlar                                                         | Robert Pešut / Barbara Pešut                                        | 2002                                                                | 18                                                                  | 18                                                                  | 13                                                                  | 16                                                                  | Pesem Evrovizije 2002                                               |

### 10. oddaja
| 1. | »Ne prižigaj luči v temi« (Elda Viler) | Kristina Oberžan | Jože Privšek / Gregor Strniša        | 1962 | Slovenska različica »Ne pali svetla u sumrak« Lole Novaković |
| 2. | »Brez besed« (Berta Ambrož)            | Ylenia           | Mojmir Sepe / Elza Budau             | 1966 | 7. mesto                                                     |
| 3. | »Dan ljubezni« (Pepel in kri)          | Eroika           | Tadej Hrušovar / Dušan Velkaverh     | 1975 | 13. mesto                                                    |
| 4. | »Prisluhni mi« (Darja Švajger)         | Nuška Drašček    | Primož Peterca, Sašo Fajon / Peterca | 1995 | 7. mesto                                                     |
| 5. | »Zbudi se« (Tanja Ribič)               | Eva Moškon       | Saša Lošić / Zoran Predin            | 1997 | 10. mesto                                                    |
| 6. | »Ne, ni res« (Nuša Derenda)            | Nina Pušlar      | Matjaž Vlašič / Urša Vlašič          | 2001 | 7. mesto                                                     |

### Spomladanski finale
V spomladanskem finalu so se pomerile zmagovalne skladbe 10 tematskih oddaj spomladanske sezone. Glasovanje je potekalo le preko stacionarnih in mobilnih telefonov. Sprva je bilo rečeno, da se bo v veliki finale uvrstilo 5 skladb, pozneje pa je obveljalo, da se bodo v velikem finalu predstavile le najboljše tri.
| 1.  | »Pet poljubov« (Simona Weiss)               | Katja Koren           | 3. |
| 2.  | »Tina« (Bazar)                              | Nina Pušlar           | 4. |
| 3.  | »Daleč je za naju pomlad« (Adi Smolar)      | Andraž Hribar         | 5. |
| 4.  | »Črn tulipan« (Big Foot Mama)               | Vlado Pilja           | −  |
| 5.  | »Naj pada zdaj dež« (Foxy Teens)            | Matevž Šalehar - Hamo | −  |
| 6.  | »Mlade oči« (Ditka Haberl)                  | Severa Gjurin         | −  |
| 7.  | »Tu je moj dom« (Faraoni)                   | Ylenia                | −  |
| 8.  | »Ljubljanski grad« (Pepel in kri)           | Tina Gačnik - Tiana   | −  |
| 9.  | »Vse je lepše, ker te ljubim« (Oto Pestner) | Rok Ferengja          | 2. |
| 10. | »Dan ljubezni« (Pepel in kri)               | Eroika                | 1. |

V spremljevalnem programu je nastopil Zdenko Cotič z Leo Sirk − »Ko bo prišel« (Pobegajlo/Martič) –, Rudijem Bučarjem − »Dam ti jutra« (Cotič/Mef) – in Neisho – »Črta« (Kocjančič/Mef), voditeljica Saša Einsiedler pa je zapela uspešnico svoje nekdanje skupine Rdeči baron »Ti in jaz« (Tomaž Sršen/Miha Stabej).

## II. sezona
Druga, jesenska in hkrati tudi zadnja sezona, ki je trajala od 5. oktobra do 21. decembra 2010, je v svojem bistvu ostala enaka, prišlo pa je do nekaterih sprememb: Saša Einsiedler jo je vodila sama, oddaja je bila na sporedu ob torkih in ne več ob sobotah, glasovanje pa je potekalo le preko stacionarnih in mobilnih telefonov. V posamezni oddaji je zmagala tista skladba, ki je prejela največ glasov, ki so bili pretvorjeni v točke 1–6 (skladba z največ glasovi je prejela 6 točk, tista z najmanj 1). Še vedno so vsak teden s plesno točko nastopili Maestro. Saša je v vsaki epizodi gostila gosta, ki je v spremljevalnem programu nastopil sam ali pa izbral pesem, ki je bila izvedena, oziroma je bila izvedena pesem povezana z njim. 10 tematskim oddajam je sledil jesenski finale, celotno Parado pa je sklenil veliki finale, v katerem so se pomerile najboljše pesmi obeh sezon.

### 1. oddaja
| I. oddaja (5. 10.): »Potovanje« (gost: Mojmir Sepe) | I. oddaja (5. 10.): »Potovanje« (gost: Mojmir Sepe)     | I. oddaja (5. 10.): »Potovanje« (gost: Mojmir Sepe) | I. oddaja (5. 10.): »Potovanje« (gost: Mojmir Sepe) | I. oddaja (5. 10.): »Potovanje« (gost: Mojmir Sepe) | I. oddaja (5. 10.): »Potovanje« (gost: Mojmir Sepe) | I. oddaja (5. 10.): »Potovanje« (gost: Mojmir Sepe) |
| #                                                   | Pesem (prvotni izvajalec)                               | Izvedba                                             | Glasba / besedilo                                   | Leto                                                | Točke                                               | Opombe                                              |
| --------------------------------------------------- | ------------------------------------------------------- | --------------------------------------------------- | --------------------------------------------------- | --------------------------------------------------- | --------------------------------------------------- | --------------------------------------------------- |
| 1.                                                  | »Srce je popotnik« (Obvezna smer)                       | Nuša Derenda                                        | Toni Kapušin / Ivan Sivec                           | 1986                                                | 5                                                   | Pop delavnica 1986 − zmagovalci občinstva           |
| 2.                                                  | »Pot v x« (Siddharta)                                   | Maja Keuc                                           | Siddharta / Tomi Meglič                             | 1999                                                | 3                                                   | Z albuma Id (1999)                                  |
| 3.                                                  | »Vozi me vlak v daljave« (Beti Jurković/Marjana Deržaj) | Matevž Šalehar - Hamo                               | Jože Privšek / Aleksander Skale                     | 1958                                                | 1                                                   | Opatija 1958                                        |
| 4.                                                  | »1000 kilometrov« (California)                          | Anika Horvat                                        | Matjaž Zupan                                        | 1999                                                | 2                                                   | EMA 1999                                            |
| 5.                                                  | »Ko gre tvoja pot od tod« (Marjana Deržaj)              | Nina Strnad                                         | Mojmir Sepe / Fran Milčinski - Ježek                | 1976                                                | 6                                                   | Slovenska popevka 1976                              |
| 6.                                                  | »Greva punca v južne kraje« (Sokoli)                    | Vlado Pilja                                         | Peter Lovšin                                        | 1992                                                | 4                                                   | Z albuma Satan je blazn zmatran (1992)              |

Kristina Oberžan je izvedla skladbo »Jesenska« (Sepe/Skale), ki jo je prvotno pela Zlata Gašperšič (Ognjanovič). Gre za eno izmed prvih Sepetovih vokalnih skladb, ki je nastala v 50. letih.

### 2. oddaja
| II. oddaja (12. 10.): »Jutro« (gost: Danilo Kocjančič) | II. oddaja (12. 10.): »Jutro« (gost: Danilo Kocjančič) | II. oddaja (12. 10.): »Jutro« (gost: Danilo Kocjančič) | II. oddaja (12. 10.): »Jutro« (gost: Danilo Kocjančič) | II. oddaja (12. 10.): »Jutro« (gost: Danilo Kocjančič) | II. oddaja (12. 10.): »Jutro« (gost: Danilo Kocjančič) | II. oddaja (12. 10.): »Jutro« (gost: Danilo Kocjančič)            |
| #                                                      | Pesem (prvotni izvajalec)                              | Izvedba                                                | Glasba / besedilo                                      | Leto                                                   | Točke                                                  | Opombe                                                            |
| ------------------------------------------------------ | ------------------------------------------------------ | ------------------------------------------------------ | ------------------------------------------------------ | ------------------------------------------------------ | ------------------------------------------------------ | ----------------------------------------------------------------- |
| 1.                                                     | »Poglej ga, novo jutro« (Andrej Šifrer)                | Matevž Šalehar - Hamo                                  | Andrej Šifrer                                          | 1990                                                   | 2                                                      | Z albuma Hiti počasi (1990)                                       |
| 2.                                                     | »Dober dan« (Bazar)                                    | Nina Pušlar                                            | Danilo Kocjančič / Drago Mislej - Mef                  | 1985                                                   | 5                                                      | Melodije morja in sonca 1985 – zmagovalci                         |
| 3.                                                     | »Nad mestom se dani« (Ditka Haberl)                    | Eroika                                                 | Jože Privšek / Dušan Velkaverh                         | 1985                                                   | 6                                                      | Opatija 1985                                                      |
| 4.                                                     | »Jutro« (Irena Kohont)                                 | Tina Gačnik - Tiana                                    | Jure Robežnik / Branko Šömen                           | 70.                                                    | 1                                                      | Pesem je nastala v sklopu TV-oddaje Niso vse rože rdeče (šansoni) |
| 5.                                                     | »Dobro jutro, dober dan« (Neca Falk & Strune)          | Ylenia                                                 | Dečo Žgur / Elza Budau                                 | 1978                                                   | 3                                                      | Singel »Dobro jutro, dober dan« / »Balada« (1978)                 |
| 6.                                                     | »Nekega jutra, ko se zdani« (Vlado Kreslin)            | Rudi Bučar                                             | Jurij Hübscher / Vlado Kreslin                         | 1994                                                   | 4                                                      | Z albuma Nekega jutra, ko se zdani (1994)                         |

Gost Danilo Kocjančič je zapel »Portorož 1905« (Kocjančič/Mef), s katero so Bazar, katerih član je bil, zmagali na Melodijah morja in sonca 1984.

### 3. oddaja
| III. oddaja (19. 10.): »Maribor« (gost: Zoran Predin) | III. oddaja (19. 10.): »Maribor« (gost: Zoran Predin) | III. oddaja (19. 10.): »Maribor« (gost: Zoran Predin) | III. oddaja (19. 10.): »Maribor« (gost: Zoran Predin) | III. oddaja (19. 10.): »Maribor« (gost: Zoran Predin) | III. oddaja (19. 10.): »Maribor« (gost: Zoran Predin) | III. oddaja (19. 10.): »Maribor« (gost: Zoran Predin) |
| #                                                     | Pesem (prvotni izvajalec)                             | Izvedba                                               | Glasba / besedilo                                     | Leto                                                  | Točke                                                 | Opombe                                                |
| ----------------------------------------------------- | ----------------------------------------------------- | ----------------------------------------------------- | ----------------------------------------------------- | ----------------------------------------------------- | ----------------------------------------------------- | ----------------------------------------------------- |
| 1.                                                    | »Moj Maribor« (Edvin Fliser in Vinko Šimek)           | Peter Januš                                           | Edvin Fliser / Vinko Šimek                            | 1987                                                  | 4                                                     | Vesela jesen 1987 − zmagovalca občinstva              |
| 2.                                                    | »Poljane, dom prelepih dni« (Alfi Nipič)              | Rok Ferengja                                          | Milan Ferlež / Alfi Nipič                             |                                                       | 6                                                     |                                                       |
| 3.                                                    | »Ezl-ek« (Ivo Mojzer)                                 | Gašper Rifelj                                         | Tadej Hrušovar / Ivo Štrakl                           | 1982                                                  | 5                                                     | Vesela jesen 1982                                     |
| 4.                                                    | »Maribor je nor« (Zoran Predin)                       | Maja Keuc                                             | Zoran Predin                                          | 1998                                                  | 2                                                     | Z albuma Ljubimec iz omare (1998)                     |
| 5.                                                    | »Maribor, ime mladosti moje« (Ditka Haberl)           | Darja Švajger                                         | Jure Robežnik / Dušan Velkaverh                       | 70.                                                   | 3                                                     | Izšlo na plošči Zaljubljena (1979)                    |
| 6.                                                    | »Maribor« (Mi2)                                       | Samuel Lucas                                          | Robi Novak / Jernej Dirnbek                           | 2000                                                  | 1                                                     | Z albuma Album leta (2000)                            |

Nina Strnad je nastopila s Predinovo »Ne mine niti dan« (Predin).

### 4. oddaja
| IV. oddaja (26. 10.): »Slovo« (gost: Slavko Ivančić) | IV. oddaja (26. 10.): »Slovo« (gost: Slavko Ivančić) | IV. oddaja (26. 10.): »Slovo« (gost: Slavko Ivančić) | IV. oddaja (26. 10.): »Slovo« (gost: Slavko Ivančić) | IV. oddaja (26. 10.): »Slovo« (gost: Slavko Ivančić) | IV. oddaja (26. 10.): »Slovo« (gost: Slavko Ivančić) | IV. oddaja (26. 10.): »Slovo« (gost: Slavko Ivančić)    |
| #                                                    | Pesem (prvotni izvajalec)                            | Izvedba                                              | Glasba / besedilo                                    | Leto                                                 | Točke                                                | Opombe                                                  |
| ---------------------------------------------------- | ---------------------------------------------------- | ---------------------------------------------------- | ---------------------------------------------------- | ---------------------------------------------------- | ---------------------------------------------------- | ------------------------------------------------------- |
| 1.                                                   | »Pogrešam te« (Darja Švajger)                        | Manca Špik                                           | Sašo Fajon / Primož Peterca                          | 1993                                                 | 1                                                    | Melodije morja in sonca 1993 − zmagovalka žirije        |
| 2.                                                   | »In ko enkrat bom umrl« (Magnifico)                  | Omar Naber                                           | Magnifico                                            | 1995                                                 | 4                                                    | Z albuma Kdo je čefur (1995)                            |
| 3.                                                   | »Uspavanka za mrtve vagabunde« (Majda Sepe)          | Iva Stanič                                           | Mojmir Sepe / Frane Milčinski - Ježek                | 1974                                                 | 2                                                    | Slovenska popevka 1974 – zmagovalka občinstva in žirije |
| 4.                                                   | »Pogrešal te bom« (Jan Plestenjak)                   | Vlado Pilja                                          | Jan Plestenjak                                       | 1995                                                 | 5                                                    | Z albuma Pogrešal te bom (1995); nastala ob smrti očeta |
| 5.                                                   | »Država« (Andrej Šifrer)                             | Aynee                                                | Andrej Šifrer                                        | 1990                                                 | 3                                                    | Z albuma Hiti počasi (1990)                             |
| 6.                                                   | »Ko mene več ne bo« (Slavko Ivančić & Lavanda)       | Anika Horvat                                         | Sašo Fajon / Drago Mislej - Mef                      | 2003                                                 | 6                                                    | Melodije morja in sonca 2003 – zmagovalec občinstva     |

Gost Slavko Ivančić je zapel »Tisto, kar ostane« (Gaber Radojevič/Leon Oblak) s Slovenske popevke 2010.

### 5. oddaja
| V. oddaja (2. 11.): »Noč« (gost: Marino Legovič) | V. oddaja (2. 11.): »Noč« (gost: Marino Legovič) | V. oddaja (2. 11.): »Noč« (gost: Marino Legovič) | V. oddaja (2. 11.): »Noč« (gost: Marino Legovič) | V. oddaja (2. 11.): »Noč« (gost: Marino Legovič) | V. oddaja (2. 11.): »Noč« (gost: Marino Legovič) | V. oddaja (2. 11.): »Noč« (gost: Marino Legovič) |
| #                                                | Pesem (prvotni izvajalec)                        | Izvedba                                          | Glasba / besedilo                                | Leto                                             | Točke                                            | Opombe                                           |
| ------------------------------------------------ | ------------------------------------------------ | ------------------------------------------------ | ------------------------------------------------ | ------------------------------------------------ | ------------------------------------------------ | ------------------------------------------------ |
| 1.                                               | »Poletna noč« (Marjana Deržaj/Beti Jurković)     | Nina Pušlar                                      | Mojmir Sepe / Elza Budau                         | 1964                                             | 5                                                | Slovenska popevka 1964 − zmagovalki občinstva    |
| 2.                                               | »Ta noč je moja« (Janez Bončina - Benč)          | Rudi Bučar                                       | Janez Bončina - Benč / Brane Kastelic            | 1983                                             | 2                                                | Z albuma Ob šanku (1983)                         |
| 3.                                               | »Tople julijske noči« (Oto Pestner)              | Gašper Rifelj                                    | Berti Rodošek / Tatjana Rodošek                  | 1979                                             | 4                                                | Melodije morja in sonca 1979 – zmagovalec        |
| 4.                                               | »Enakonočje« (Pepel in kri)                      | Samuel Lucas                                     | Tadej Hrušovar / Dušan Velkaverh                 | 1974                                             | 1                                                | Singel »Enakonočje« (1974)                       |
| 5.                                               | »Lahko noč, Piran« (Anika Horvat)                | Eva Černe                                        | Marino Legovič / Drago Mislej - Mef              | 1996                                             | 6                                                | Melodije morja in sonca 1996 − zmagovalka        |
| 6.                                               | »Odšla bom še to noč« (Anja Rupel)               | Lea Sirk                                         | Aleš Klinar / Anja Rupel                         | 1995                                             | 3                                                | Z albuma Odpri oči (1995)                        |

Tinkara Kovač, Lara Baruca in Steffy – glasbeno pot vseh 3 je zaznamovalo sodelovanje z Legovičem – so v spremljevalnem programu nastopile s pesmijo »Zate« (Legovič/Mef) skupine Bazar.

### 6. oddaja
| VI. oddaja (9. 11.): »Dekleta« (gost: Dragan Bulič) | VI. oddaja (9. 11.): »Dekleta« (gost: Dragan Bulič) | VI. oddaja (9. 11.): »Dekleta« (gost: Dragan Bulič) | VI. oddaja (9. 11.): »Dekleta« (gost: Dragan Bulič) | VI. oddaja (9. 11.): »Dekleta« (gost: Dragan Bulič) | VI. oddaja (9. 11.): »Dekleta« (gost: Dragan Bulič) | VI. oddaja (9. 11.): »Dekleta« (gost: Dragan Bulič) |
| #                                                   | Pesem (prvotni izvajalec)                           | Izvedba                                             | Glasba / besedilo                                   | Leto                                                | Točke                                               | Opombe                                              |
| --------------------------------------------------- | --------------------------------------------------- | --------------------------------------------------- | --------------------------------------------------- | --------------------------------------------------- | --------------------------------------------------- | --------------------------------------------------- |
| 1.                                                  | »Marie, ne piši pesmi več« (Hazard)                 | Peter Januš                                         | Tadej Hrušovar / Dušan Velkaverh                    | 1981                                                | 4                                                   | Jugovizija 1981                                     |
| 2.                                                  | »Anka kleptomanka« (12. nadstropje)                 | Tina Gačnik - Tiana                                 | Janez Hvale                                         | 1982                                                | 3                                                   | Slovenska popevka 1982                              |
| 3.                                                  | »Metka« (Pankrti)                                   | Matevž Šalehar - Hamo                               | Peter Lovšin / Dušan Žiberna                        | 1980                                                | 1                                                   | Z albuma Dolgcajt (1980)                            |
| 4.                                                  | »Naša Lidija je pri vojakih« (Lačni Franz)          | Andraž Hribar                                       | Zoran Predin                                        | 1983/84                                             | 6                                                   | Z albuma Slišiš, školjka poje ti (1984)             |
| 5.                                                  | »Mojca« (Klinika za cinike)                         | Dadi Daz                                            | Rok Orel                                            | 1984                                                | 2                                                   |                                                     |
| 6.                                                  | »Anita ni nikoli« (Halo)                            | Vlado Pilja                                         | Danilo Kocjančič / Drago Mislej - Mef               | 1996                                                | 5                                                   | Melodije morja in sonca 1996                        |

Kristina Oberžan je zapela šanson Majde Sepe »Pismo za Mary Brown« (Sepe/Ježek).

### 7. oddaja
| VII. oddaja (16. 11.): »Zakaj« (gost: Tinkara Kovač) | VII. oddaja (16. 11.): »Zakaj« (gost: Tinkara Kovač) | VII. oddaja (16. 11.): »Zakaj« (gost: Tinkara Kovač) | VII. oddaja (16. 11.): »Zakaj« (gost: Tinkara Kovač) | VII. oddaja (16. 11.): »Zakaj« (gost: Tinkara Kovač) | VII. oddaja (16. 11.): »Zakaj« (gost: Tinkara Kovač) | VII. oddaja (16. 11.): »Zakaj« (gost: Tinkara Kovač) |
| #                                                    | Pesem (prvotni izvajalec)                            | Izvedba                                              | Glasba / besedilo                                    | Leto                                                 | Točke                                                | Opombe                                               |
| ---------------------------------------------------- | ---------------------------------------------------- | ---------------------------------------------------- | ---------------------------------------------------- | ---------------------------------------------------- | ---------------------------------------------------- | ---------------------------------------------------- |
| 1.                                                   | »Zakaj?« (Lado Leskovar)                             | Andraž Hribar                                        | Mojmir Sepe / Fran Milčinski - Ježek                 | 1973                                                 | 4                                                    | Slovenska popevka 1973                               |
| 2.                                                   | »Povej mi, zakaj« (Marta Zore)                       | Eva Černe                                            | Marta Zore / Adi Smolar                              | 1998                                                 | 6                                                    | Z albuma Povej mi, zakaj (1998)                      |
| 3.                                                   | »Zakaj« (Tinkara Kovač)                              | Lea Sirk                                             | Marino Legovič / Drago Mislej - Mef                  | 1999                                                 | 3                                                    | EMA 1999                                             |
| 4.                                                   | »Zakaj star song se še vrti« (Janez Bončina - Benč)  | Matevž Šalehar - Hamo                                | Janez Bončina - Benč                                 | 1992                                                 | 2                                                    | Pop delavnica 1992                                   |
| 5.                                                   | »Povejmizakaj pesem« (Nude)                          | Aynee                                                | Nude                                                 | 1999                                                 | 1                                                    | Z albuma Supermarket (1999)                          |
| 6.                                                   | »Zato sem noro te ljubila« (Tatjana Gros)            | Steffy                                               | Jože Privšek / Miroslav Košuta                       | 1973                                                 | 5                                                    | Slovenska popevka 1973 – zmagovalka žirije           |

Gostja Tinkara Kovač je zapela venček treh svojih uspešnic: »Irska« (Danijel Černe/Veronika Sulič), ki jo je posnela s Terra Mystico, »Veter z juga« (Kocjančič/Mef) z Eme 1997 in »Spezzacuori« (Massimo Bubola/Kovač).

### 8. oddaja
| VIII. oddaja (23. 11.): »Glasbila« (gost: Nino Robič) | VIII. oddaja (23. 11.): »Glasbila« (gost: Nino Robič) | VIII. oddaja (23. 11.): »Glasbila« (gost: Nino Robič) | VIII. oddaja (23. 11.): »Glasbila« (gost: Nino Robič) | VIII. oddaja (23. 11.): »Glasbila« (gost: Nino Robič) | VIII. oddaja (23. 11.): »Glasbila« (gost: Nino Robič) | VIII. oddaja (23. 11.): »Glasbila« (gost: Nino Robič) |
| #                                                     | Pesem (prvotni izvajalec)                             | Izvedba                                               | Glasba / besedilo                                     | Leto                                                  | Točke                                                 | Opombe                                                |
| ----------------------------------------------------- | ----------------------------------------------------- | ----------------------------------------------------- | ----------------------------------------------------- | ----------------------------------------------------- | ----------------------------------------------------- | ----------------------------------------------------- |
| 1.                                                    | »Mandolina« (Stane Mancini/Beti Jurković)             | Kristina Oberžan                                      | Vladimir Stiasny / Lev Svetek                         | 1962                                                  | 4                                                     | Slovenska popevka 1962 − zmagovalca občinstva         |
| 2.                                                    | »Najlepše pesmi« (Hazard)                             | Nina Pušlar                                           | Tadej Hrušovar / Dušan Velkaverh                      | 1983                                                  | 5                                                     | Jugovizija 1983                                       |
| 3.                                                    | »Poj, kitara mojega srca« (Majda Sepe)                | Anika Horvat                                          | Milan Ferlež / Elza Budau                             | 1982                                                  | 6                                                     | Melodije morja in sonca 1982                          |
| 4.                                                    | »Zemlja pleše« (Nino Robič/Majda Sepe)                | Alya                                                  | Mojmir Sepe / Gregor Strniša                          | 1962                                                  | 3                                                     | Slovenska popevka 1962                                |
| 5.                                                    | »Violine v mojem srcu« (Oto Pestner)                  | Rok Ferengja                                          | Jože Privšek / Elza Budau                             | 1975                                                  | 2                                                     | Slovenska popevka 1975                                |
| 6.                                                    | »Tista črna kitara« (Vlado Kreslin)                   | Mitja Bobič                                           | Miro Tomassini / Vlado Kreslin                        | 1987                                                  | 1                                                     | S kasete Vlado Kreslin (1987)                         |

Nuša Derenda in Patrik Greblo sta v duetu zapela »Bele ladje« (Sepe/Strniša) iz leta 1960, ki sta jih prvotno pela Majda Sepe in Nino Robič.

### 9. oddaja
| IX. oddaja (30. 11.): »Najlepše po željah gledalcev I« (gosta: Marko Fili, Adi Smolar) | IX. oddaja (30. 11.): »Najlepše po željah gledalcev I« (gosta: Marko Fili, Adi Smolar) | IX. oddaja (30. 11.): »Najlepše po željah gledalcev I« (gosta: Marko Fili, Adi Smolar) | IX. oddaja (30. 11.): »Najlepše po željah gledalcev I« (gosta: Marko Fili, Adi Smolar) | IX. oddaja (30. 11.): »Najlepše po željah gledalcev I« (gosta: Marko Fili, Adi Smolar) | IX. oddaja (30. 11.): »Najlepše po željah gledalcev I« (gosta: Marko Fili, Adi Smolar) | IX. oddaja (30. 11.): »Najlepše po željah gledalcev I« (gosta: Marko Fili, Adi Smolar)            |
| #                                                                                      | Pesem (prvotni izvajalec)                                                              | Izvedba                                                                                | Glasba / besedilo                                                                      | Leto                                                                                   | Točke                                                                                  | Opombe                                                                                            |
| -------------------------------------------------------------------------------------- | -------------------------------------------------------------------------------------- | -------------------------------------------------------------------------------------- | -------------------------------------------------------------------------------------- | -------------------------------------------------------------------------------------- | -------------------------------------------------------------------------------------- | ------------------------------------------------------------------------------------------------- |
| 1.                                                                                     | »Orion« (Marjana Deržaj/Katja Levstik)                                                 | Nuška Drašček                                                                          | Jure Robežnik / Gregor Strniša                                                         | 1963                                                                                   | 6                                                                                      | Slovenska popevka 1963                                                                            |
| 2.                                                                                     | »Dekle iz Zlate ladjice« (Pepel in kri)                                                | Nina Pušlar                                                                            | Tadej Hrušovar / Dušan Velkaverh                                                       | 1977                                                                                   | 5                                                                                      | Slovenska popevka 1977                                                                            |
| 3.                                                                                     | »Blesk izgubljene ljubezni« (Kameleoni)                                                | Rudi Bučar                                                                             | Danilo Kocjančič / Tulio Furlanič, Drago Mislej - Mef                                  | 1967                                                                                   | 2                                                                                      | Prvotno posneta v srbohrvaščini kot »Sjaj izgubljene ljubavi« Z EP-ja Šampioni Jugoslavije (1967) |
| 4.                                                                                     | »Breskvice« (Sonja Gabršček)                                                           | Lea Likar                                                                              | Bojan Adamič / Ervin Fritz                                                             | 1975                                                                                   | 1                                                                                      | Slovenska popevka 1975                                                                            |
| 5.                                                                                     | »Vandima« (Iztok Mlakar)                                                               | Andraž Hribar                                                                          | Iztok Mlakar                                                                           | 1989                                                                                   | 4                                                                                      | Jugoslovanski šanson Rogaška '89 Izšla na albumu Štorije in baldorije (1992)                      |
| 6.                                                                                     | »Trideset let« (Oto Pestner)                                                           | Matevž Šalehar - Hamo                                                                  | Dušan Porenta                                                                          | 1971                                                                                   | 3                                                                                      | Slovenska popevka 1971 − zmagovalec občinstva                                                     |

Adi Smolar je nastopil s komadom »Bognedaj, da bi crknu televizor« (Smolar).

### 10. oddaja
| X. oddaja (7. 12.): »Najlepše po željah gledalcev II« (gost: Andrej Šifrer) | X. oddaja (7. 12.): »Najlepše po željah gledalcev II« (gost: Andrej Šifrer) | X. oddaja (7. 12.): »Najlepše po željah gledalcev II« (gost: Andrej Šifrer) | X. oddaja (7. 12.): »Najlepše po željah gledalcev II« (gost: Andrej Šifrer) | X. oddaja (7. 12.): »Najlepše po željah gledalcev II« (gost: Andrej Šifrer) | X. oddaja (7. 12.): »Najlepše po željah gledalcev II« (gost: Andrej Šifrer) | X. oddaja (7. 12.): »Najlepše po željah gledalcev II« (gost: Andrej Šifrer) |
| #                                                                           | Pesem (prvotni izvajalec)                                                   | Izvedba                                                                     | Glasba / besedilo                                                           | Leto                                                                        | Točke                                                                       | Opombe                                                                      |
| --------------------------------------------------------------------------- | --------------------------------------------------------------------------- | --------------------------------------------------------------------------- | --------------------------------------------------------------------------- | --------------------------------------------------------------------------- | --------------------------------------------------------------------------- | --------------------------------------------------------------------------- |
| 1.                                                                          | »Lastovka« (Elda Viler)                                                     | Nuška Drašček                                                               | Jure Robežnik / Milan Jesih                                                 | 1980/82                                                                     | 5                                                                           | Iz predstave Naivne lastovke; posneto 1980, izdano 1982                     |
| 2.                                                                          | »Mini maxi« (Bele vrane)                                                    | Anika Horvat                                                                | Jože Privšek / Dušan Velkaverh                                              | 1970                                                                        | 4                                                                           | Slovenska popevka 1970 – zmagovalci občinstva                               |
| 3.                                                                          | »Dan neskončnih sanj« (Vlado Kreslin)                                       | Boštjan Dermol                                                              | Aleš Strajnar / Dušan Velkaverh                                             | 1980                                                                        | 2                                                                           | Slovenska popevka 1980 – zmagovalec žirije                                  |
| 4.                                                                          | »Ko si na tleh« (Pop Design)                                                | Ylenia                                                                      | Matjaž Vlašič, Tone Košmrlj / Tone Košmrlj                                  | 1993                                                                        | 3                                                                           | Z albuma Ko si na tleh (1993)                                               |
| 5.                                                                          | »Lepa dekleta ljubijo barabe« (Andrej Šifrer)                               | Vlado Pilja                                                                 | Andrej Šifrer                                                               | 1981                                                                        | 1                                                                           | Z albuma Ideje izpod odeje (1981)                                           |
| 6.                                                                          | »Med iskrenimi ljudmi« (Majda Sepe)                                         | Nina Strnad                                                                 | Mojmir Sepe / Dušan Velkaverh                                               | 1972                                                                        | 6                                                                           | Slovenska popevka 1972 – zmagovalka mednarodne in strokovne žirije          |

Gost Andrej Šifrer je zapel pesem »Lipicanci« (Šifrer).

### Jesenski finale
V jesenskem finalu so se pomerile zmagovalne pesmi 10 tematskih oddaj jesenske sezone. Tiste tri, ki so prejele največ telefonskih glasov, so se uvrstile v veliki finale.
| XI. oddaja (14. 12.): »Jesenski finale« | XI. oddaja (14. 12.): »Jesenski finale«        | XI. oddaja (14. 12.): »Jesenski finale« | XI. oddaja (14. 12.): »Jesenski finale« |
| #                                       | Pesem (prvotni izvajalec)                      | Izvedba                                 | Točke                                   |
| --------------------------------------- | ---------------------------------------------- | --------------------------------------- | --------------------------------------- |
| 1.                                      | »Ko gre tvoja pot od tod« (Marjana Deržaj)     | Anžej Dežan                             | 1                                       |
| 2.                                      | »Nad mestom se dani« (Ditka Haberl)            | Eroika                                  | 6                                       |
| 3.                                      | »Poljane, dom prelepih dni« (Alfi Nipič)       | Rok Ferengja                            | 2                                       |
| 4.                                      | »Ko mene več ne bo« (Slavko Ivančić & Lavanda) | Anika Horvat                            | 3                                       |
| 5.                                      | »Lahko noč, Piran« (Anika Horvat)              | Eva Černe                               | 9                                       |
| 6.                                      | »Naša Lidija je pri vojakih« (Lačni Franz)     | Andraž Hribar                           | 4                                       |
| 7.                                      | »Povej mi, zakaj« (Marta Zore)                 | Lea Sirk                                | 5                                       |
| 8.                                      | »Poj, kitara mojega srca« (Majda Sepe)         | Tina Gačnik - Tiana                     | 7                                       |
| 9.                                      | »Orion« (Marjana Deržaj/Katja Levstik)         | Nuška Drašček                           | 8                                       |
| 10.                                     | »Med iskrenimi ljudmi« (Majda Sepe)            | Nina Strnad                             | 10                                      |

Spremljevalni program so popestrili trije dueti: Nina Pušlar & Slavko Ivančić − »Tina«, Nuška Drašček & Helena Blagne – »Dež« in Nina Pušlar & Grega Skočir – »Črn tulipan«.

## Veliki finale
V velikem finalu, sklepnem dejanju celotne Parade, so se pomerile 3 najboljše skladbe spomladanske sezone in 3 jesenske. Za najboljšo slovensko pesem vseh časov je bila izglasovana »Med iskrenimi ljudmi«.
| Veliki finale (21. 12.) | Veliki finale (21. 12.)                     | Veliki finale (21. 12.) | Veliki finale (21. 12.) |
| #                       | Pesem (prvotni izvajalec)                   | Izvedba                 | Točke                   |
| ----------------------- | ------------------------------------------- | ----------------------- | ----------------------- |
| 1.                      | »Pet poljubov« (Simona Weiss)               | Tanja Žagar             | 3                       |
| 2.                      | »Vse je lepše, ker te ljubim« (Oto Pestner) | Rok Ferengja            | 1                       |
| 3.                      | »Dan ljubezni« (Pepel in kri)               | Eroika                  | 5                       |
| 4.                      | »Orion« (Marjana Deržaj/Katja Levstik)      | Nuška Drašček           | 2                       |
| 5.                      | »Lahko noč, Piran« (Anika Horvat)           | Eva Černe               | 4                       |
| 6.                      | »Med iskrenimi ljudmi« (Majda Sepe)         | Nina Strnad             | 6                       |

Za zadnjo oddajo so pripravili posebno pevsko-plesno točko na temo potovanj. Skupaj s plesno skupino Maestro so nastopili Lea Sirk z »Odšla bom še to noč«, Anžej Dežan z »Malokdaj se srečava« (Sepe/Strniša), Nina Pušlar z »Dekle iz Zlate ladjice« in Anika Horvat s »Ko gre tvoja pot od tod«, vsi skupaj pa so zapeli še »Vsi ljudje hitijo« (Šifrer).